# Makreš
Makreš (in bulgaro Макреш?) è un comune bulgaro situato nella regione di Vidin di 2 066 abitanti (dati 2009). La sede comunale è nella località omonima.

## Località
Il comune è formato dall'insieme delle seguenti località:
- Car Šišmanovo
- Kireevo
- Makreš (sede comunale)
- Podgore
- Rakovica
- Tolovica
- Vălček